# Maria Teresa Cucchiari

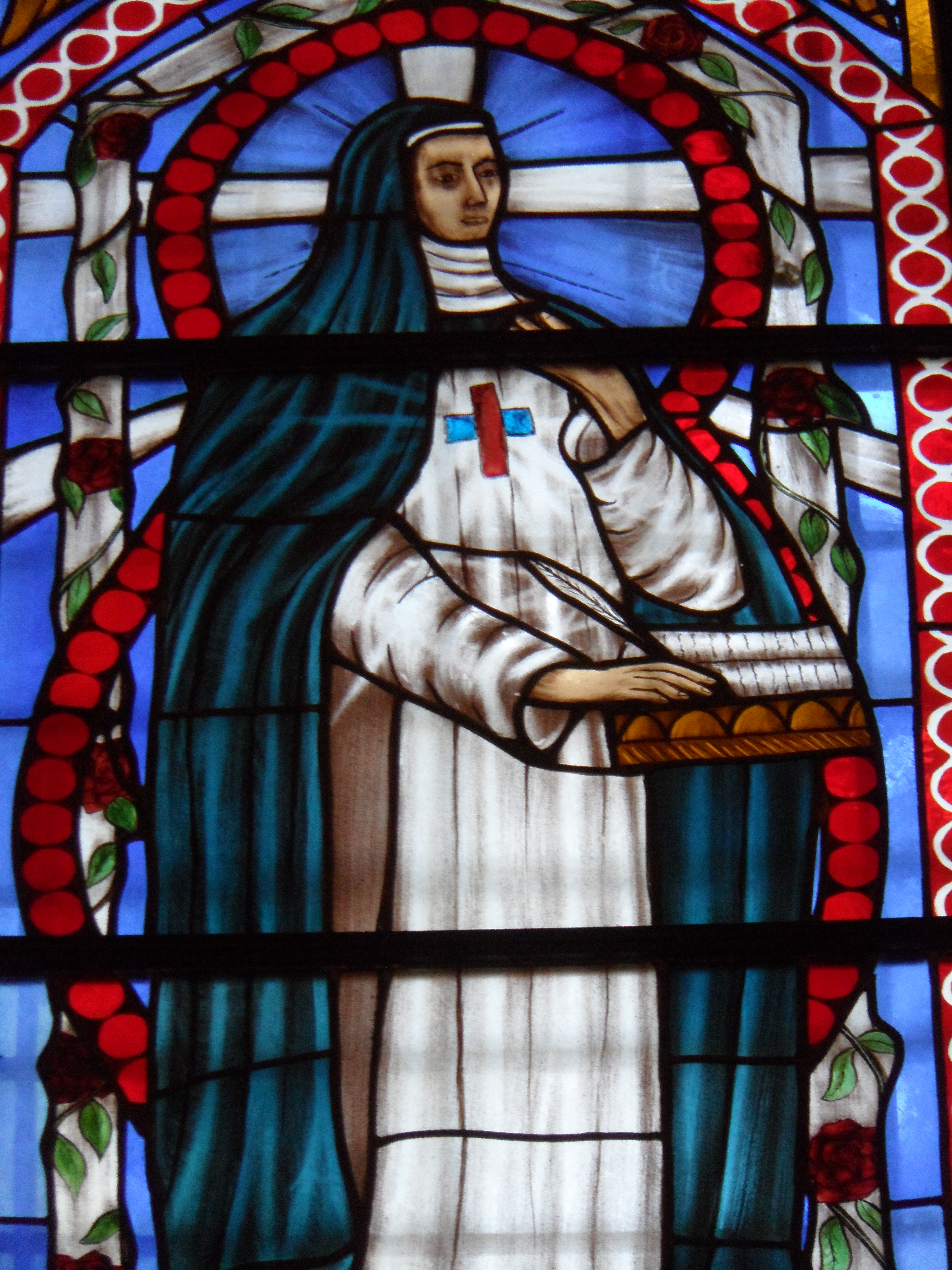
Vetrata colorata della chiesa romana di San Tommaso in Formis in cui è raffigurata Maria Teresa Cucchiari

Maria Teresa Cucchiari, battezzata con gli altri nomi Anna, Teresa, Francesca, Giuseppa (Roma, 10 ottobre 1734 – Avezzano, 10 giugno 1801), è stata un'educatrice italiana, Serva di Dio, fondatrice nel 1762 dell'istituto religioso femminile delle Suore Trinitarie.

## Biografia

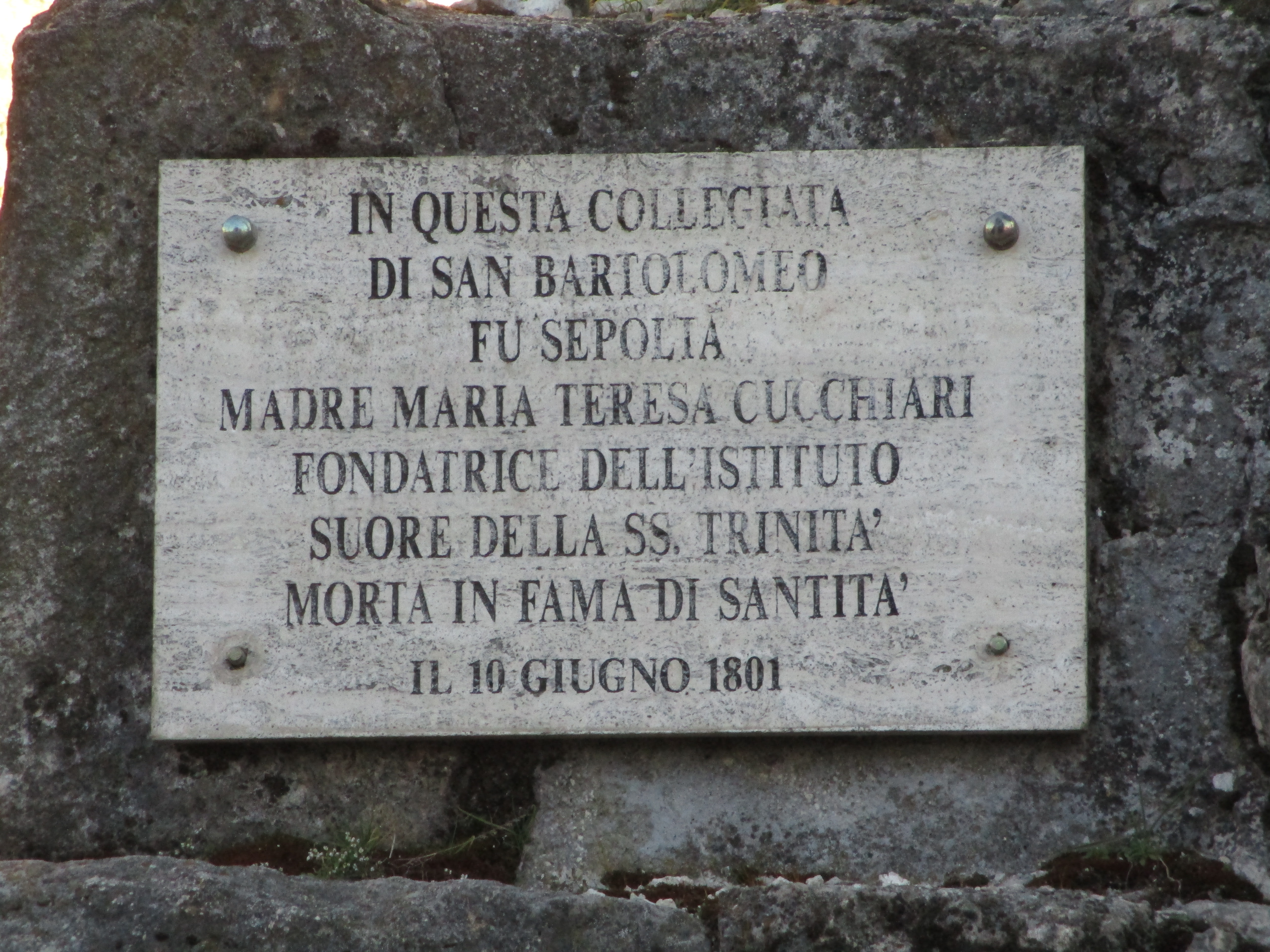
Targa ricordo di Maria Teresa Cucchiari presso i ruderi della collegiata di San Bartolomeo ad Avezzano

### Nascita e formazione
Madre Maria Teresa Cucchiari nacque a Roma il 10 ottobre 1734. I suoi genitori, Domenico Andrea Cucchiari e Caterina Vitell, sono stati dei semplici agricoltori con una forte educazione cristiana. Nei primi anni della sua formazione frequentò con abnegazione l'istituto religioso femminile delle Maestre pie Filippini, mostrando grande interesse sin da bambina all'opera di carità e prestando servizio ai più bisognosi. Con le religiose dell'istituto Filippini imparò le prime regole della pedagogia e accrebbe il desiderio all'educazione religiosa.

### Ordine Trinitario
Madre Maria Teresa abitò a Roma vicino alla piccola chiesa di San Carlo alle Quattro Fontane edificata dai Trinitari scalzi spagnoli, dove conobbe il carisma dell'Ordine Trinitario fondato da Giovanni de Matha. Nel 1760 decise di entrare a far parte del terz'Ordine secolare dei Trinitari scalzi del riscatto di San Carlino. Da questo momento iniziò a progettare in seno all'Ordine la congregazione femminile delle Maestre Pie dell'Ordine dei trinitari scalzi che doveva avere il compito di oltrepassare le stringenti regole della vita di clausura con il solo scopo di diffondere alle ragazze povere ed emarginate il verbo di Dio.

### Fondazione delle Suore Trinitarie
Prese l'abito trinitario l'8 settembre 1762 insieme a Marianna Rizzotti ed Anna Reina assumendo il nome di Maria Teresa della Santissima Trinità e fondò la nuova congregazione con il consenso di Papa Clemente XIII e grazie al conferimento del titolo da parte del cardinale e vicario generale di Roma, Marcantonio Colonna.

### Missione ad Avezzano

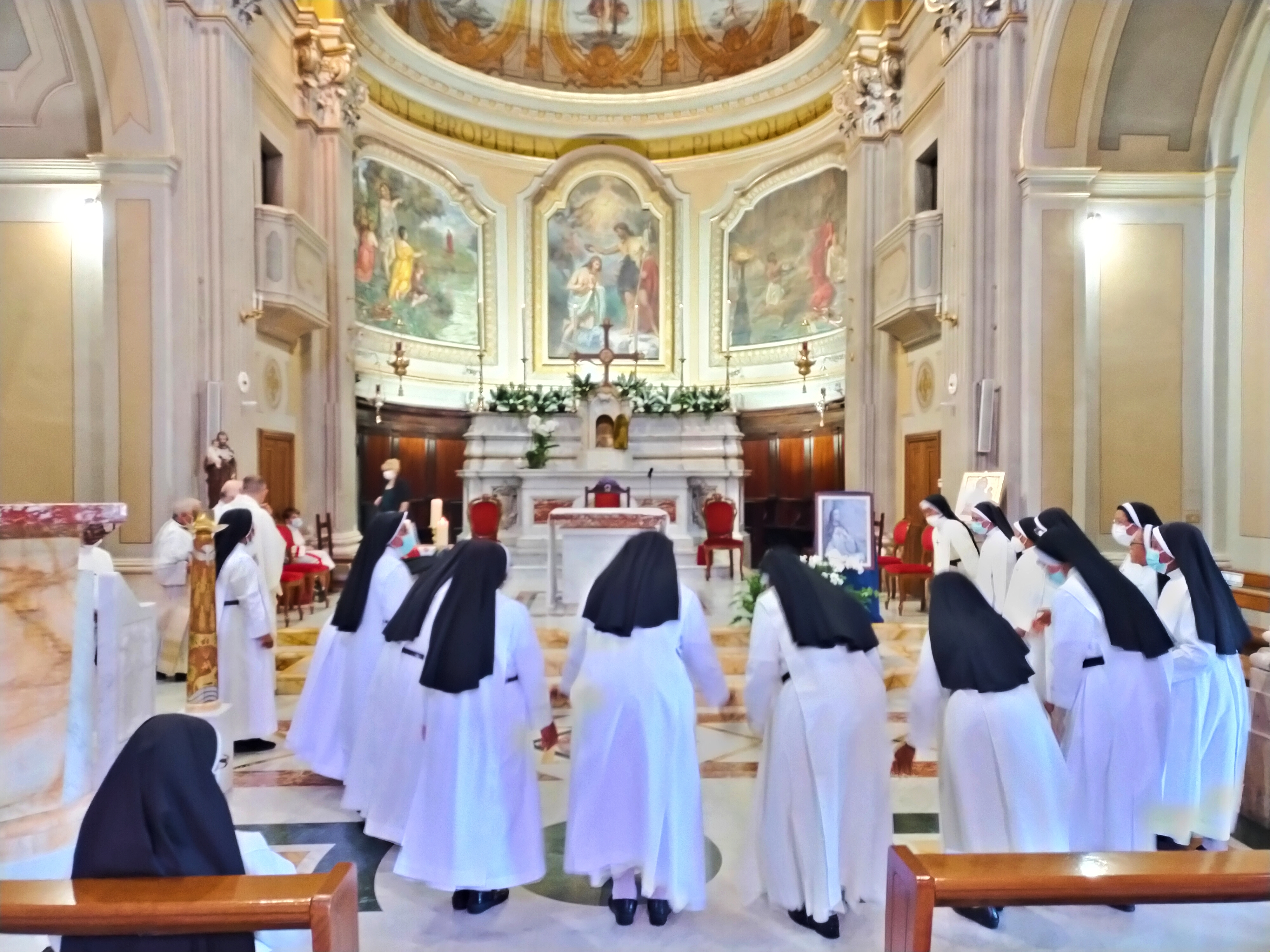
Celebrazione delle suore trinitarie in onore di madre Maria Teresa Cucchiari

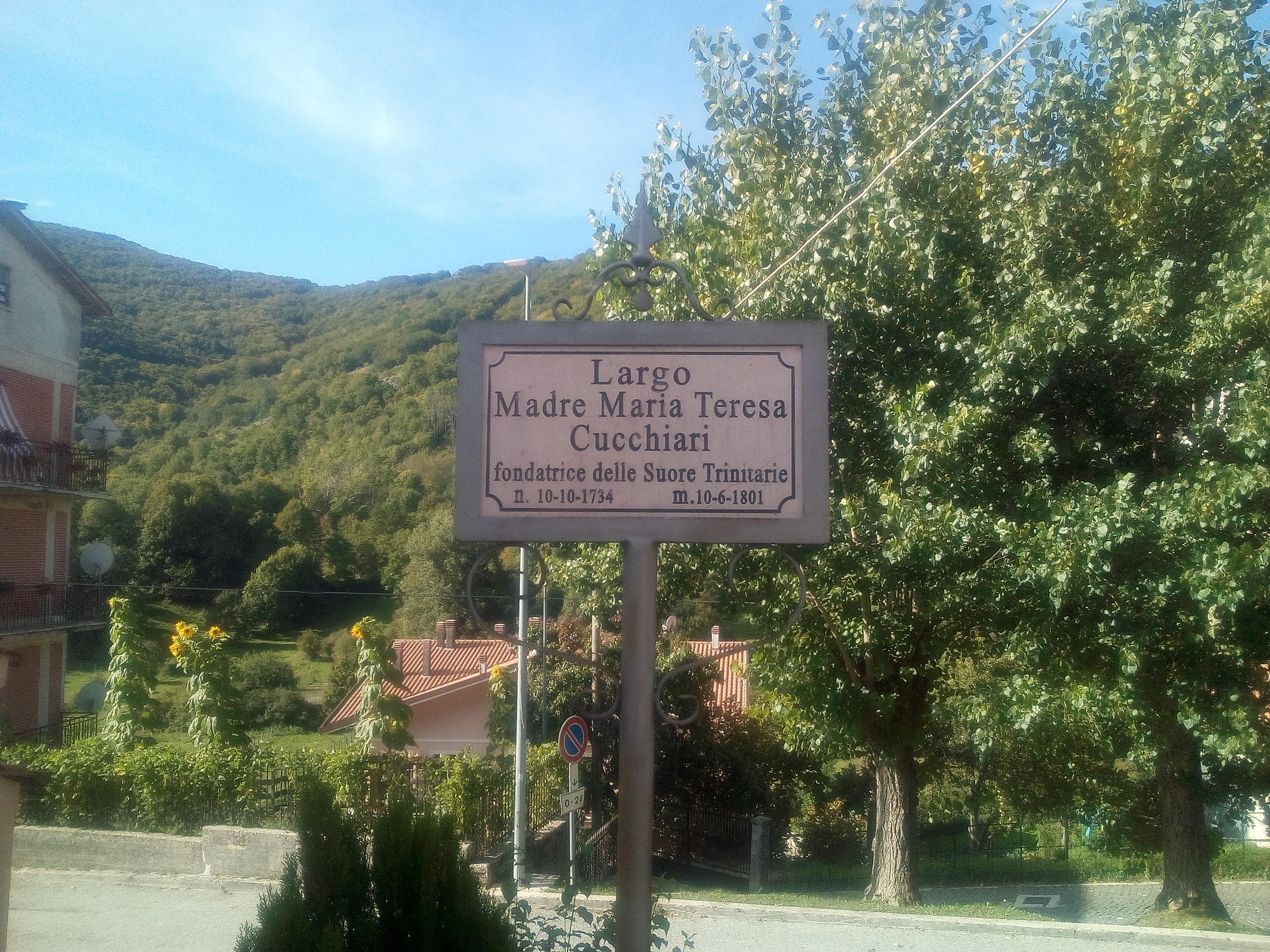
Targa toponomastica dedicata a Maria Teresa Cucchiari a Cappadocia in Abruzzo

Il 25 settembre del 1762 Maria Teresa e le sue sorelle si trasferirono nella Marsica, dove il ducato di Tagliacozzo e la contea di Albe erano amministrati da Lorenzo Onofrio III Colonna, fratello del cardinale vicario Marcantonio. In questo territorio aprirono, in seguito alla necessaria approvazione da parte dell'allora vescovo dei Marsi Benedetto Mattei, la prima scuola pubblica femminile intitolata alla Santissima Trinità, edificata ad Avezzano accanto alla collegiata di San Bartolomeo. La scuola venne istituita soprattutto per garantire l'istruzione gratuita e favorire il riscatto sociale delle ragazze più povere ed emarginate del luogo che non potevano frequentare il monastero domenicano di Santa Caterina. In questa città, le religiose emettevano i voti perpetui di obbedienza, castità, povertà e di perseveranza diffondendo il carisma redentivo e misericordioso dell'ordine. 
La fama delle religiose della scuola della Santissima Trinità di Avezzano si diffuse in tutto l'Abruzzo ed in altre regioni d'Italia tanto da ricevere numerosi inviti a nuove fondazioni. Fu così che vennero istituite le scuole religiose di Cappadocia (24 ottobre 1765), di Sulmona (1787), di Roma presso la basilica di Santa Prassede (1787) e di Lanciano (1798). Madre Maria Teresa si occupò inoltre del conservatorio presso la chiesa di Santa Maria della Misericordia all'Aquila (1777), del conservatorio di San Cosimo presso il complesso della Santissima Annunziata di Sulmona (1786) e di una scuola già esistente presso la sede vescovile dei Marsi a Pescina (1790).

### Morte

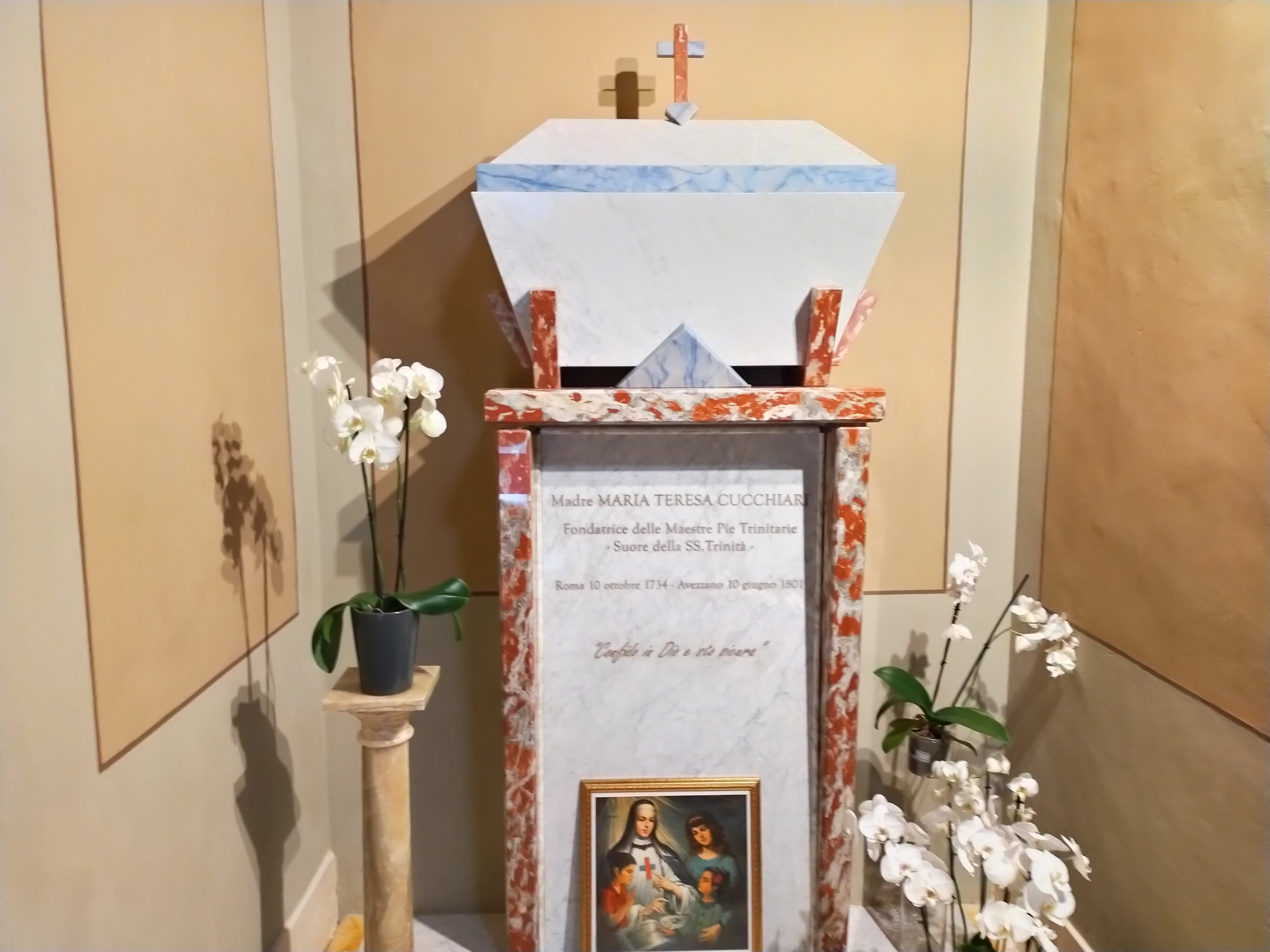
Cappella della chiesa di San Giovanni Decollato ad Avezzano dove è collocata l'urna funeraria

Maria Teresa morì, in fama di santità, il 10 giugno 1801 nel convento delle suore ad Avezzano che governò instancabilmente per circa 40 anni. I suoi funerali, frequentati da un gran numero di persone, si svolsero presso la collegiata di San Bartolomeo dove le sue spoglie mortali furono depositate in via del tutto eccezionale nel sacello riservato ai sacerdoti semplici.
A causa del disastroso terremoto del 13 gennaio 1915 la collegiata andò quasi completamente distrutta tanto da lasciare sepolti e dispersi i resti della religiosa.
Nel 1996 dopo quasi duecento anni dal decesso fu introdotto dal vescovo di Avezzano, Mons. Armando Dini, il processo di beatificazione che il successivo vescovo Mons. Lucio Angelo Renna riprese nel 1999. Il 10 giugno 2001 nella cattedrale dei Marsi si è ufficialmente conclusa la fase diocesana del processo tanto che Madre Maria Teresa Cucchiari può essere chiamata Serva di Dio.
Nel 2018 sono stati recuperati dal sacello numero 7 dei sacerdoti semplici, nel sito della distrutta collegiata di San Bartolomeo, oltre a vari resti ossei maschili, un cranio e un bacino femminili che dopo articolate analisi sono stati attribuiti a Maria Teresa Cucchiari. Le spoglie sono custodite in un'urna funeraria collocata nella cappella ad essa dedicata all'interno della chiesa di San Giovanni Decollato ad Avezzano.

### L'eredità
Madre Maria Teresa della Santissima Trinità ha lasciato un gran numero di scuole e rifugi, dove ragazze e ragazzi, soprattutto bambine e bambini di strada o orfani, sono stati educati. L'opera per eccellenza era la congregazione, che ottenne l'approvazione pontificia il 6 giugno 1828, con il nome di Suore Oblate dell'Ordine della Santissima Trinità. Le suore trinitarie sono presenti in tutto il mondo e in particolare in Italia, Stati Uniti, Filippine e Madagascar.